# 鳥籠

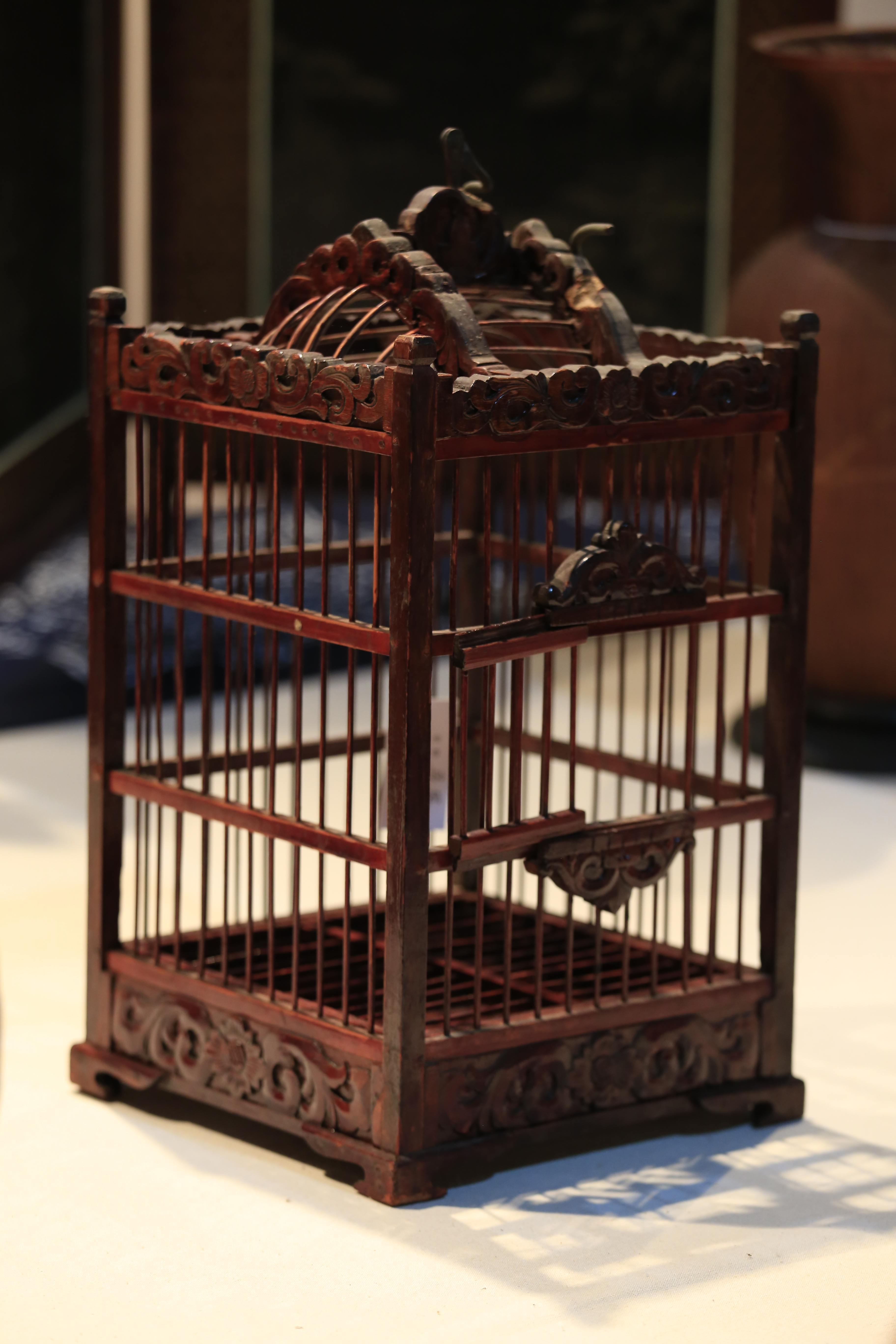
浦江博物馆藏浦江竹编鳥籠

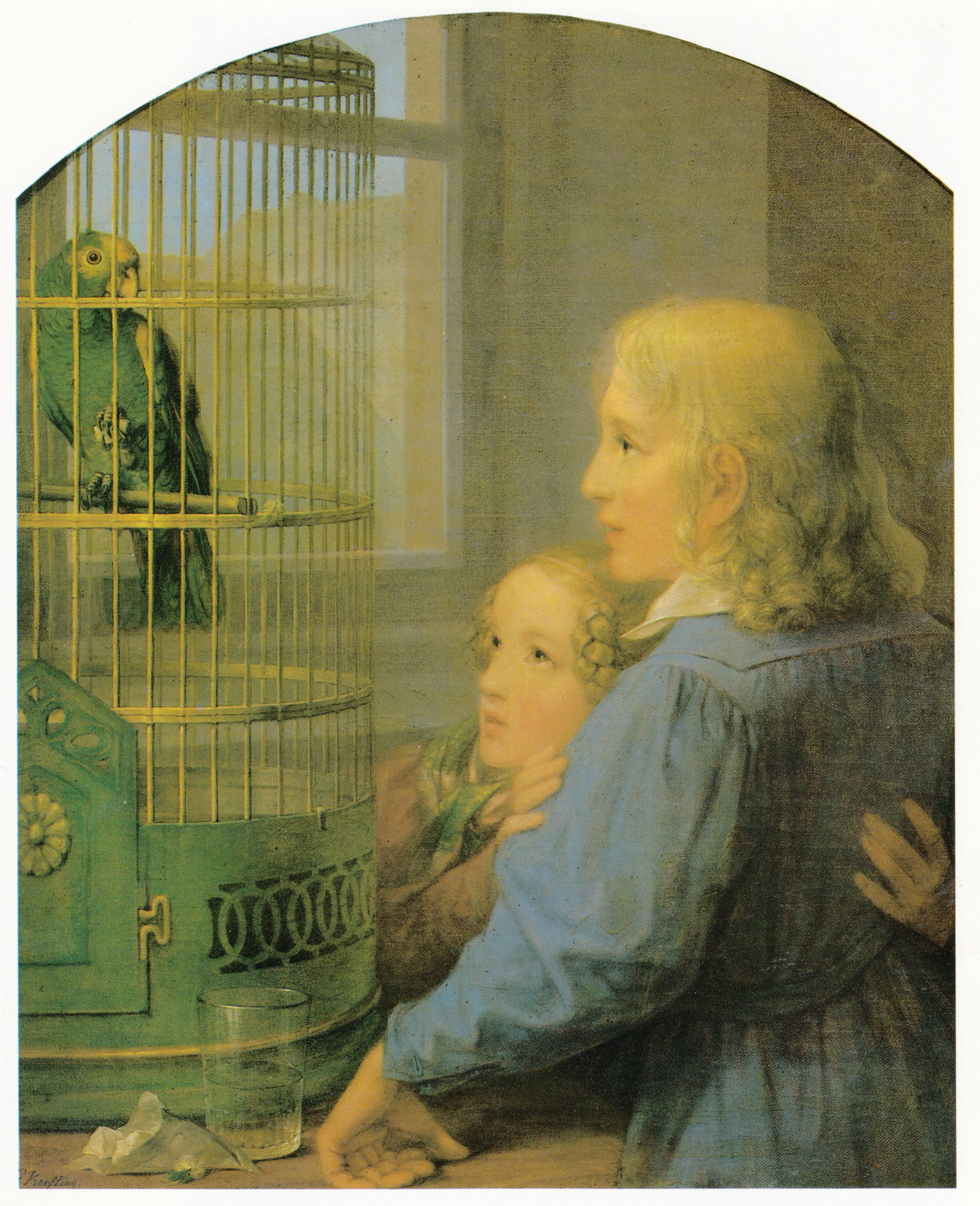
兩個鸚鵡籠子的孩子（繪畫由Georg Friedrich Kersting，約1835年）

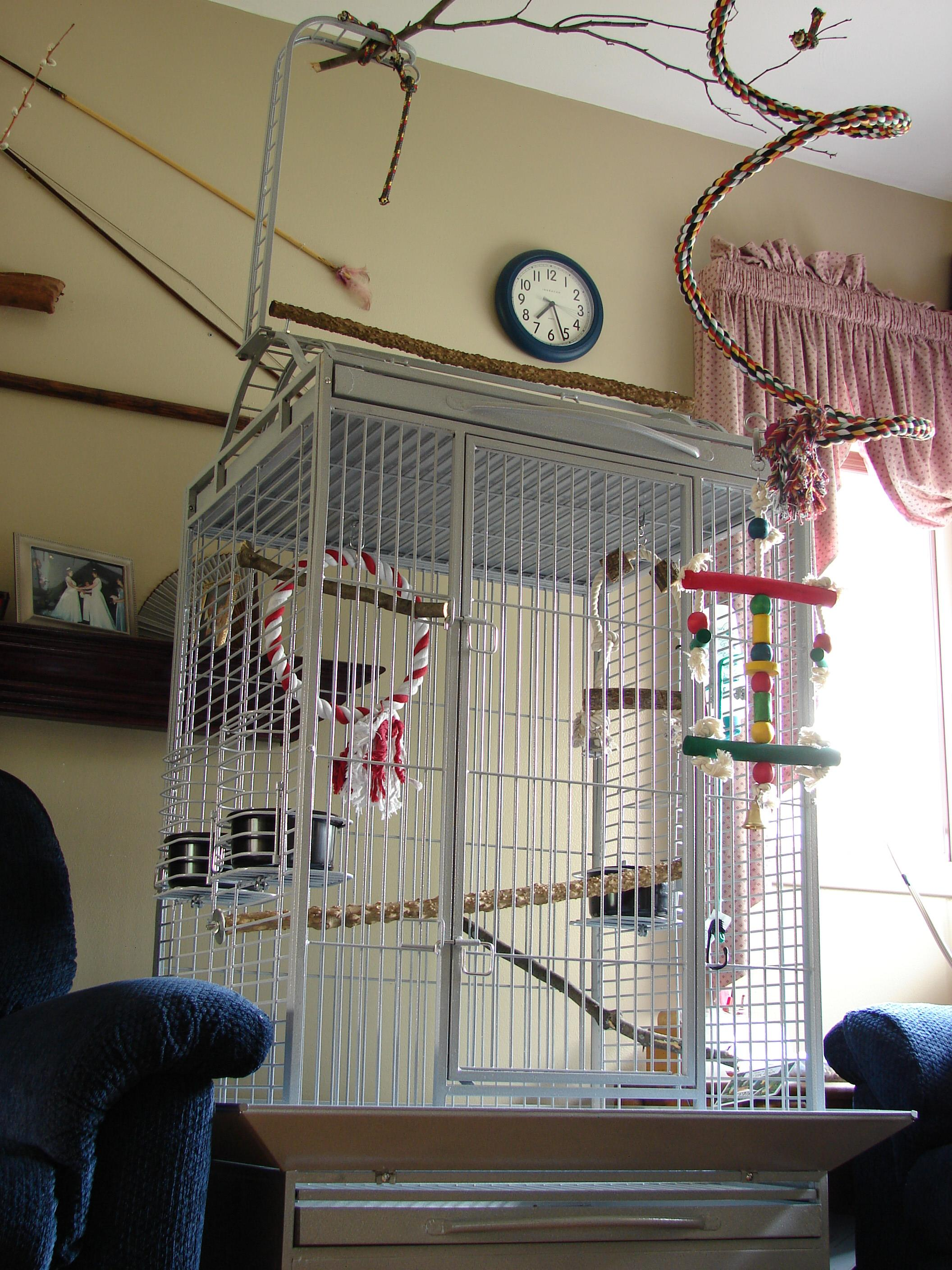
一種專為中型大型鸚鵡設計的籠子，帶有遊戲板。

鳥籠是容納鳥類作為寵物的籠子。古式鳥籠通常作為收藏家的物品或家居裝飾，但大多數因为太小，形狀不合理，使用不安全的材料，不适合用来容纳活鸟，為寵物鳥設計的優質籠子更適合。

## 設計和尺寸
一般來說，鳥越大越活躍，籠子應該越大。 鳥每天在籠子里花費的時間也是一個因素。 籠養大多數時間的鳥比只在夜間籠養的鳥需要更多的空間。
有些鳥有特殊要求。亞馬遜和玄鳳鸚鵡喜歡單槓，因為牠們喜歡攀爬。凌亂的食客應該有一條種子裙子來捕捉食物。繁殖鳥類可能需要巢或繁殖箱和較大尺寸的籠子。聰明的鳥類，如鸚鵡和烏鴉，需要安全的鎖定機制以防止它們把鳥籠打開，並且經常需要玩具和/或遊戲台來让它們娛樂。一般情況下，鸚鵡往往會啃咬籠子，已知較大的金剛鸚鵡會從脆弱的籠子裡扯出酒吧。鍍鋅籠或雞絲可能會在數年內對鸚鵡造成毒性。
大多數鸚鵡籠由鍛鐵製成，並塗有無毒塗料，稱為粉末塗料。更新的趨勢是由堅固的不銹鋼製成的籠子。由不銹鋼製成的大型鸚鵡籠價格昂貴，但粉末塗層籠的壽命要長5到6倍。用於製造籠子的材料極大地影響了價格。雖然小籠子相對便宜，但大型鸚鵡大小的籠子很貴。

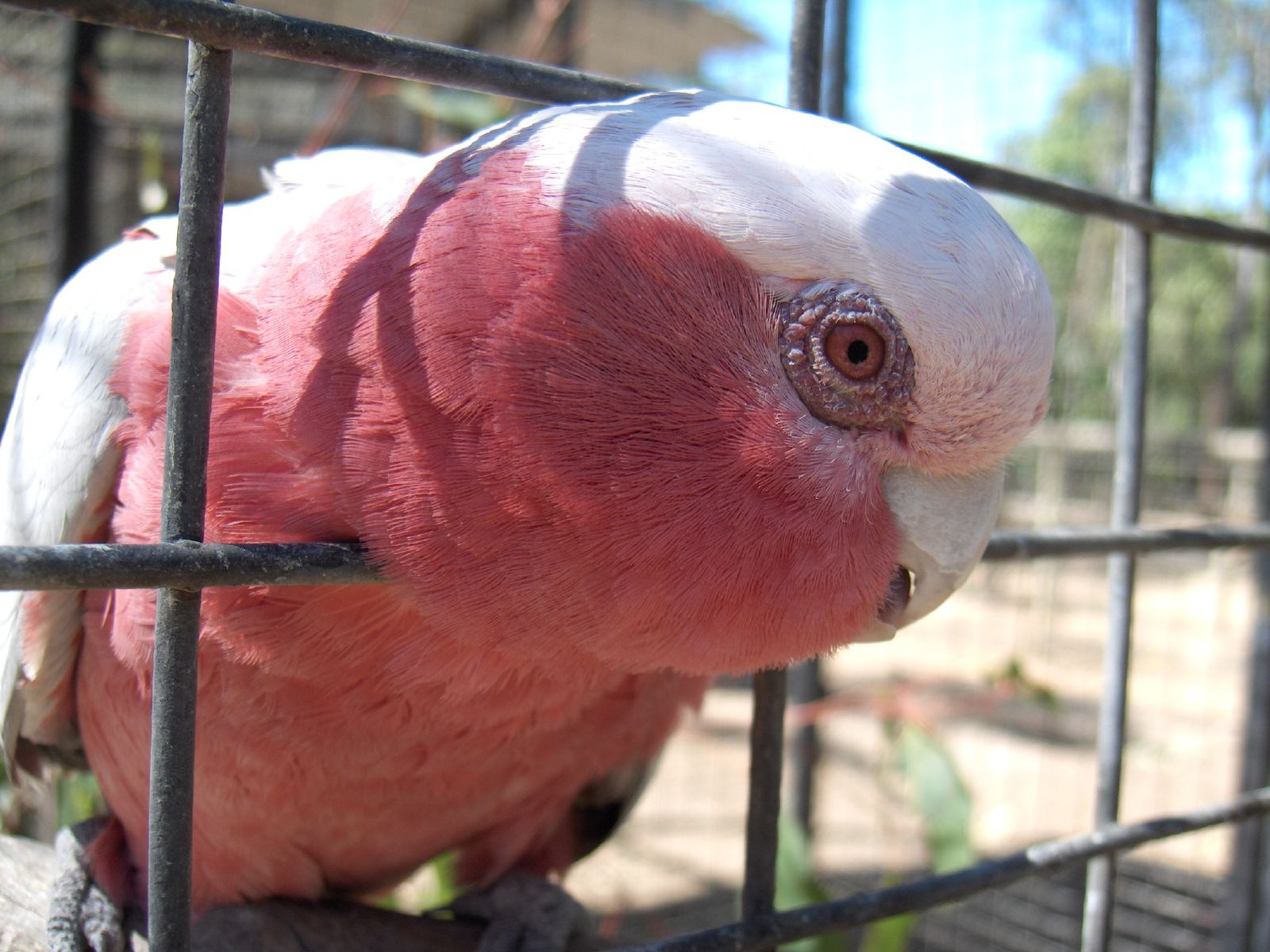
鳥舍中的一個Galah，寬條間距。

## 安全
溫馴寵物鳥的籠子應該足夠大，以使其能夠容易地完全伸展它的翅膀，而不會撞到籠子側面或玩具或籠子內的物體。 在一些國家，將寵物鳥放在不允許其展開翅膀的籠子裡是違法的。 常見寵物鳥的翼展範圍從大約30厘米（12英寸）的鸚鵡和41厘米（16英寸）的鸚鵡到大型金剛鸚鵡高達91-122厘米（36-48英寸）。 圓形籠子導致翼部受損，矩形籠子已經取代了圓形籠子。
不允許經常離開籠子的野生鳥類，例如大多數雀類和金絲雀，需要較大的籠子，這些籠子足夠長以允許一些飛行。 籠子的絲條應該間隔開，這樣好奇的鳥兒就不會把頭伸出籠子而陷入困境。 籠子也應該有無毒的油漆，因為鳥類往往會啃咬籠子，如果笼子上的油漆被吃掉，它們就會死於中毒。

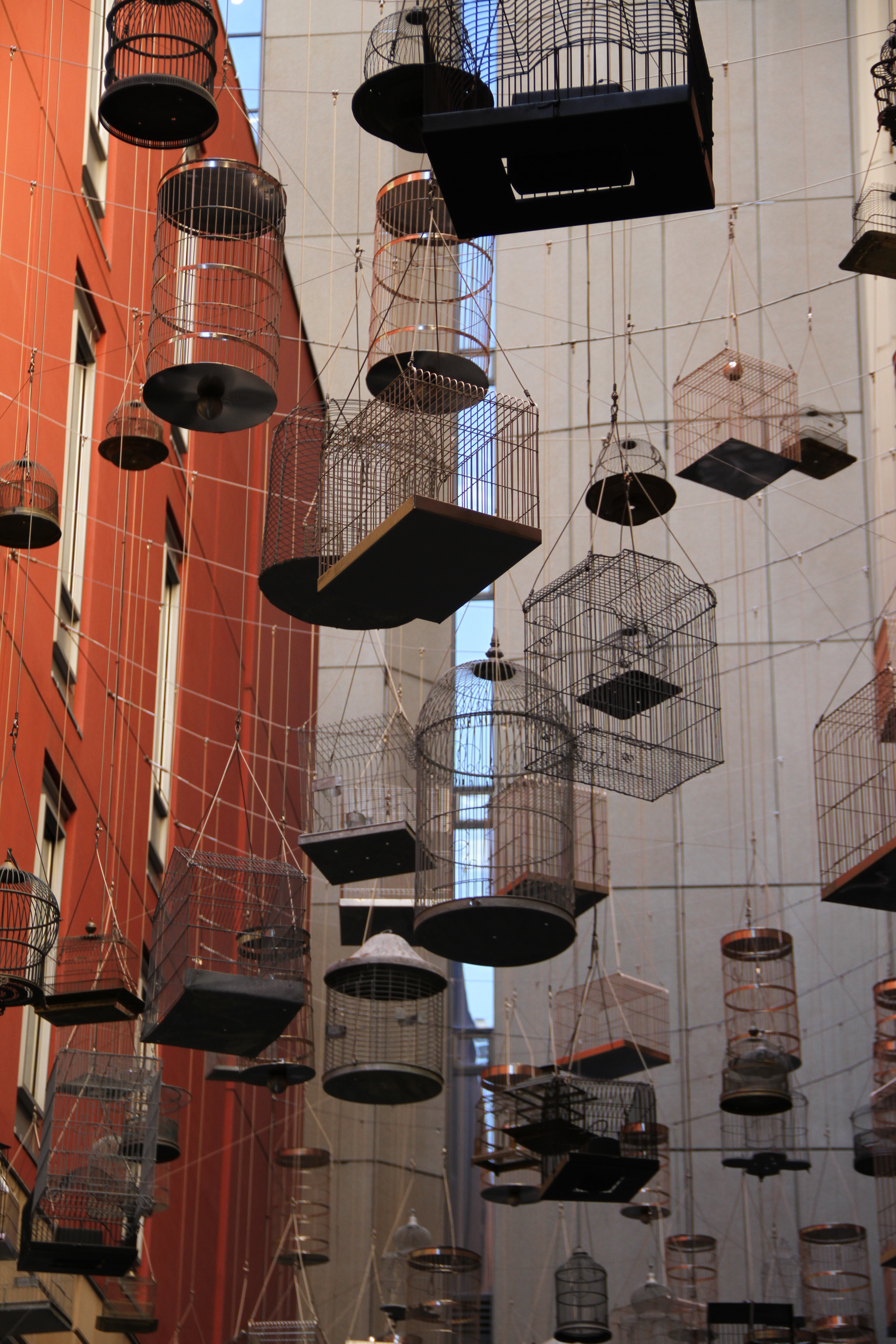
公共藝術品中使用的鳥籠被遺忘的歌曲，悉尼。

籠子還應配備適當的棲木。 應該有幾種直徑足够大的棲木，以使鳥的腳趾不能重疊或完全包裹在棲木周圍。 飛行籠和鳥籠應在每端配備棲木，中間有空地用於飛行。